# Shannonomyia (Shannonomyia) moctezuma
Shannonomyia (Shannonomyia) moctezuma is een tweevleugelige uit de familie steltmuggen (Limoniidae). De soort komt voor in het Neotropisch gebied.